# John Lydon
John Joseph Lydon (n. 31 ianuarie 1956, Londra), cunoscut și sub fostul său nume de scenă Johnny Rotten, este un cantautor și prezentator de televiziune englez. Este cunoscut și ca solistul vocal al trupei punk Sex Pistols din 1975 până în 1978 și din nou în anii '90 și 2000 în diverse reuniri ale formației. Este bine cunoscut și ca solistul vocal al grupului post-punk Public Image Ltd, pe care l-a fondat și al cărui lider a fost din 1978 până în 1993 și din nou în intervalul 2009-2010. 

## Cărți
- Lydon, John (1993). Rotten: No Irish, No Blacks, No Dogs. Hodder & Stoughton ISBN 978-0859653411
- With Andrew Bolton Punk: Chaos to Couture Yale University Press ISBN 978-0300191851

## Discografie
Toate pozițiile sunt în Marea Britanie

### Sex Pistols
Album de studio
- Never Mind the Bollocks, Here's the Sex Pistols (Virgin, 1977) Platinum No. 1

Compilații și albume live
- The Great Rock 'n' Roll Swindle (Virgin, 1979)
- Some Product: Carri on Sex Pistols (Virgin, 1979)
- Flogging a Dead Horse (Virgin,1980)
- Kiss This (Virgin, 1992)
- Never Mind the Bollocks / Spunk (aka This is Crap) (Virgin, 1996)
- Filthy Lucre Live (Virgin, 1996)
- The Filth and the Fury (Virgin, 2000)
- Jubilee (Virgin, 2002)
- Sex Pistols Box Set (Virgin, 2002)

Single-uri
- "Anarchy in the UK" – 1976 No. 38
- "God Save the Queen" – 1977 No. 2
- "Pretty Vacant" – 1977 No. 6
- "Holidays in the Sun" – 1977 No. 8
- "(I'm Not Your) Stepping Stone" – 1980 No. 21
- "Anarchy in the UK" (re-issue) – 1992 No. 33
- "Pretty Vacant" (live) – 1996 No. 18
- "God Save the Queen" (re-issue) – 2002 No. 15

### Public Image Ltd
Albume de studio
- First Issue (Virgin, 1978), No. 22
- Metal Box (a.k.a. Second Edition) (Virgin, 1979) #18, US No. 171
- The Flowers of Romance (Virgin, 1981) #11, US No. 114
- Commercial Zone (PiL Records, 1983)
- This Is What You Want... This Is What You Get (Virgin, 1984)
- Album (Virgin, 1986)
- Happy? (Virgin, 1987)
- 9 (Virgin, 1989)
- That What Is Not (Virgin, 1992)
- This is PiL (PiL Official, 2012)

Compilații și albume live
- Paris au Printemps (Virgin, 1980)
- Live in Tokyo (Virgin, 1983)
- The Greatest Hits, So Far (Virgin, 1990)
- Plastic Box (Virgin, 1999)

Single-uri
- "Public Image" – 1978 No. 9
- "Death Disco" – 1979 No. 20
- "Memories" – 1979 No. 60
- "Flowers of Romance" – 1981 No. 24
- "This Is Not a Love Song" – 1983 No. 5
- "Bad Life" – 1984 No. 71
- "Rise" – 1986 No. 11
- "Home" – 1986 No. 75
- "Seattle" – 1987 No. 47
- "The Body" – 1987 No. 100
- "Disappointed" – 1989 No. 38
- "Don't Ask Me" – 1990 No. 22
- "Cruel" – 1992 No. 49
- "One Drop" – 2012

### Time Zone
Single
- "World Destruction" – 1984

### Solo
Albume de studio
- Psycho's Path (Virgin, 1997)

Compilații
- The Best of British £1 Notes (Lydon, PiL & Sex Pistols) (Virgin/EMI, 2005)

Single-uri
- "Open Up" (with Leftfield) – 1993 – No. 11 UK
- "Sun" – 1997 – No. 42 UK